# Зајон Вилијамсон
Зајон Латиф Вилијамсон (енгл. Zion Lateef Williamson; Солсбери, Северна Каролина, 6. јул 2000) амерички је кошаркаш. Игра на позицијама крила и крилног центра, а тренутно наступа за Њу Орлеанс пеликансе. 
Након доминантне прве сезоне на колеџу са екипом Дјук Блу Девилсима, као првог пика на НБА драфту 2019. године бирају га Њу Орлеанс пеликанси.
Рођен у Салисбурију у Северној Каролини, Вилијамсон је похађао школу у Спартанбургу, где је био рангиран међу најбољих пет играча у класи 2018. године. Водио је свој тим на три директна државна првенства и у сениорској сезони стекао признање „господина Јужне Каролине”. Вилијамсон је, такође, напустио средњу школу као „Мекдоналд'с ол-америкен”, првак. У средњој школи привукао је националну пажњу због својих спектакуларних закуцавања.
У својој првој и јединој сезони са Дјуком, Вилијамсон је проглашен за АЦЦ играча године, АЦЦ спортисту године и АЦЦ почетника (рукија) године. У јануару 2019. године поставио је рекорд школе у броју поена за почетнике.

## Младост
Вилијамсон је рођен у Салисбурију у Северној Каролини 2000.године. Пре кошарке, Вилијамсон је, кратко, тренирао фудбал, али се брзо преоријентисао на амерички фудбал где је наступао на позицији квотербека. Већ са девет година, Вилијамсон се будио свако јутро у 5 сати како би тренирао да постане кошаркашка звезда. Прве такмичарске, кошаркашке, кораке Зајон прави у екипи Самтер Фалконс, где је Шаронда Сампсон, његова мајка, била тренер. Као изузетно млад, Вилијамсон је морао да игра против пет година старијих играча од себе у овој лиги. Касније, Зајон је почео да тренира са својим очухом, бившим колеџ играчем, Лијом Андерсеном, а управо је тренериње са очухом резултирало тиме да Зајон, упркос висини и тежини, задржи технику плејмејкера. Наредна дестинација Зајона била је средњошколска екипа Јоакин (Мерион, Јужна Каролина) у којој му је, такође, његова мајка била тренер. Вилијамсон је играо на позицији плејмејкера просечно бележећи 20 поена по мечу. У две године играња за ову екипу, изгубио је само три меча, а 2013.године предводио је своју школу до конференцијске титуле са скором 8-1.

## Успеси

### Појединачни
- НБА ол-стар меч (2): 2021, 2023.
- Идеални тим новајлија НБА — прва постава: 2019/20.